# Osiedle Browar-Kolonia
Osiedle Browar-Kolonia – osiedle w Żywcu, w dzielnicy Zabłocie.
Zostało wybudowane w czasach II RP jako kolonia urzędnicza dla pracowników Arcyksiążęcego Browaru w Żywcu. Na osiedlu przeważają piętrowe domy czterorodzinne oraz parterowe dwurodzinne. Na Kolonii Browar w dniu 15 kwietnia 1982 roku powstał pierwszy na Żywiecczyźnie rodzinny dom dziecka.
Osiedle położone jest za żywieckim browarem, pomiędzy ulicami Browarną i Niwy, ok. 7 km od centrum miasta. Połączenie z Śródmieściem i innymi dzielnicami zapewniają autobusy MZK linii 1, 5, 10 i 15. W pobliżu znajduje się węzeł drogowy Żywiec-Browar, gdzie ul. Browarna przecina się z drogą ekspresową S1. Wschodnimi krańcami osiedla przebiega linia kolejowa nr 139, oddzielając je od ogródków działkowych.
Na terenie osiedla działa przedszkole nr 10 (Osiedle Browar-Kolonia 44), a także przedszkole niepubliczne "Aniołkowo".
Przez Osiedle Browar-Kolonia prowadzi żółty szlak górski, który prowadzi spod browaru na górę Grojec.